# Kent County (Michigan)
Kent County is een county in de Amerikaanse staat Michigan.
De county heeft een landoppervlakte van 2.217 km² en telt 574.335 inwoners waarvan 20% Nederlandse voorouders heeft (volkstelling 2000). De hoofdplaats is Grand Rapids.

## Bevolkingsontwikkeling

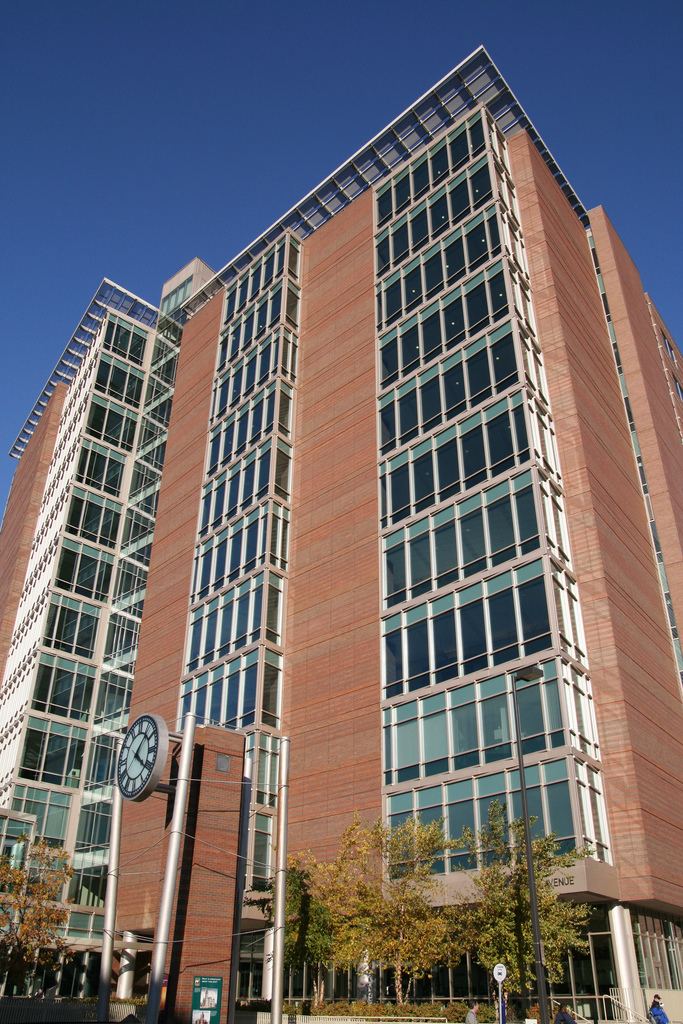
Kent County Courthouse